# Robo advisor
I robo advisor o robo-advisor sono una tipologia di consulenti finanziari che forniscono consulenze finanziarie o gestione di investimenti online con un intervento umano da moderato a minimo. Forniscono una consulenza finanziaria digitale basata su formule matematiche o algoritmi eseguiti direttamente da un software che non richiede un consulente umano. Il software utilizza i suoi algoritmi per distribuire, gestire e ottimizzare il patrimonio del cliente.
Ci sono oltre 100 fornitori di robo-advisory. La gestione di investimenti tramite robo-advice è considerata un'evoluzione dei servizi tradizionali. I Robo-advisor generalmente investono il patrimonio del cliente sulla base del calcolo del rischio e dell'obbiettivo di rendimento desiderato. Sebbene i robo-advisor abbiano la capacità di dividere il patrimonio del cliente investendo in prodotti diversi, come azioni, obbligazioni, future, prodotti del suolo, patrimonio reale, i fondi saranno spesso diretti verso dei portafogli ETF (fondi comuni di investimento). I clienti potranno scegliere tra strategie di offerta con tecniche di passive asset allocation oppure optare per una gestione relativa all'active asset allocation.

## Definizione
L’Osservatorio Fintech & Insurtech del Politecnico di Milano che studia il fenomeno dei robo-advisor e, più in generale, la diffusione dei servizi Fintech, a livello internazionale definisce come robo-advisor quelle "piattaforme digitali capaci di offrire servizi di consulenza in materia di investimento in maniera automatizzata, senza alcun intervento umano, coerentemente con le caratteristiche e gli obiettivi dell’investitore."
Legalmente il termine consulente finanziario si riferisce a una qualsiasi entità che dia consulenza in termini di investimento. La maggior parte dei servizi offerti dai robo-advisor sono invece limitati a fornire un portafoglio di investimento (per esempio l'asset allocation), escludendo quindi piani patrimoniali o pensionistici e gestione del flusso di cassa (cash–flow) che sono anch’essi delle componenti della pianificazione finanziaria.
Altre definizioni di queste compagnie finanziarie tecnologiche includono “consulente di investimento virtuale” o “manager di investimento virtuale”, “consulente di investimento online”, “consulente di investimento digitale”.

### Tipologie di robo-advisor
Il robo advisor può essere anche definito come una piattaforma di asset management, che può declinarsi in diverse tipologie in base al grado di automazione nel processo di investimento. Si distinguono:
- human4robo advisor, piattaforme quasi totalmente automatizzate per il quale alla figura umana è richiesta la sola definizione degli asset investibili;
- robo4human advisor, piattaforme quasi totalmente automatizzate per il quale alla figura umana è richiesta la sola gestione del portafoglio;
- robo4strategy advisor, piattaforme gestite da consulenti umani i quali si avvalgono di algoritmi e tecnologie per la profilazione dei clienti;
- online advisor, piattaforme online in cui le decisioni di investimento restano a carico dell’utente.

## Storia
La tecnologia propria dei robo-advisor è nota nel settore sin dagli inizi degli anni 2000. Tuttavia soltanto nel 2008, in corrispondenza della crisi economica, i primi robo-advisor hanno iniziato ad invadere la scena degli investimenti privati. Il motivo di questo successo fu dovuto in particolar modo alla capacità di queste piattaforme di intercettare le singole necessità dei consumatori e offrire un servizio di consulenza a basso costo rispetto al tradizionale approccio umano.
Nel 2010, il poco più che trentenne Jon Stein fondò Betterment, compagnia di investimenti online, contribuendo alla popolarità dei robo-advisor. Nel 2017, la stessa azienda ha raggiunto 70 milioni di dollari investiti con un capitale proprio di 40 milioni di dollari. Nel 2011, Wealthfront ha lanciato il suo servizio di robo-advisor.
Nel 2012, MoneyFarm è stato lanciato in Italia. Nel 2013, Nutmeg è stato lanciato nel Regno Unito. Nel 2014, Stockspot è stato lanciato in Australia, seguito nel 2015 da QuietGrowth. Nel 2015, la società di Hong Kong 8 Securities ha lanciato il primo robo-advisor in terra asiatica.
Al 2020 si contano circa 140 piattaforme di robo-advisor distribuite principalmente negli Stati Uniti, anche se non mancano servizi attivi Europa, Australia, India, Canada, e Asia. In Canada, Wealthsimple è un popolare robo-advisor. Dopo MoneyFarm, Anche in Italia sono presenti diversi robo-advisor, introdotti principalmente dai più importanti istituti bancari.

## Metodologia
Gli strumenti impiegati per gestire i portafogli dei clienti differiscono dal software di gestione del portfolio largamente utilizzato in questo ambito. La principale differenza si trova nel canale di distribuzione. Fino ad ora la gestione del portafoglio viene effettuata per lo più da consulenti umani e venduta assieme a molti altri servizi. Con i robo-advisor, i clienti hanno l’accesso diretto agli strumenti di gestione del portafoglio e allo stesso tempo possono ottenere l’accesso ad agenzie broker come Charles Schwab e a vari servizi di trading.
I costi di acquisto del cliente e i vincoli di tempo affrontati da consulenti umani tradizionali hanno lasciato molti investitori della classe media impossibilitati ad ottenere dei servizi di gestione del portafoglio a causa dei minimi imposti sul capitale investito. Il piano finanziario medio ha un investimento minimo che ammonta a 50.000 dollari, mentre l’investimento minimo per i consulenti finanziari virtuali parte da 500 dollari. Inoltre, avendo dei minimi bassi sui beni mobili rispetto ai tradizionali consulenti umani, le commissioni dei robo-advisor vanno dallo 0,2% al 1,0% del patrimonio gestito, mentre nei piani finanziari tradizionali la tassa di addebito è l’1,35% del patrimonio gestito, secondo quanto indica una ricerca condotta da AdvisoryHQ News.
Negli Stati Uniti i robo-advisor devono essere consulenti di investimento registrati e sono regolati dalla Commissione per i Titoli e per gli Scambi (Securities and Exchange Commission). Nel Regno Unito sono regolati dalla Financial Conduct Authority.